# Claro Música
Claro Música é uma plataforma de streaming de música disponível na maioria dos países da América falantes de espanhol e Brasil. Lançado em 2012 sob o nome de Ideias Musik, como concorrente direto do antigo Oi Rdio no Brasil. O serviço é oferecido pelas empresas do grupo América Móvil, Claro e iMúsica. Sua base de clientes é de 5 milhões de usuários.

## História
Em 3 de fevereiro de 2012 a América Móvil anunciou o lançamento do Ideias Musik, disponível para o clientes de quaisquer operadoras no Brasil, México e Argentina. Era inicialmente oferecido cerca de 4 milhões de faixas, com expansão de mais 6 milhões em poucos meses, concorrendo diretamente com o recém criado Oi Rdio — lançado em parceria com a operadora Oi e pela americana Rdio. Um destaque era a opção de download das músicas para serem ouvidas posteriormente sem o acesso a internet. Os clientes da Claro podiam ouvir músicas ilimitadas sem descontar do pacote de dados e o serviço ser descontado nos créditos ou na fatura, este último para quem tinha plano controle ou pós-pago.